# Hora central europea
| Azul claro | Hora europea occidental/Hora media de Greenwich (UTC±00:00)                                       |
| Azul       | Hora europea occidental/Hora media de Greenwich (UTC±00:00)                                       |
| Azul       | Hora europea occidental de verano/Horario de verano británico/Hora estándar irlandesa (UTC+01:00) |
| Rojo       | Hora central europea (UTC+01:00)                                                                  |
| Rojo       | Hora central europea de verano (UTC+02:00)                                                        |
| Amarillo   | Hora europea oriental/Hora de Kaliningrado (UTC+02:00)                                            |
| Caqui      | Hora europea oriental (UTC+02:00)                                                                 |
| Caqui      | Hora europea oriental de verano (UTC+03:00)                                                       |
| Verde      | Hora de Moscú/Hora de Turquía (UTC+03:00)                                                         |

Hora central europea u hora de Europa Central o CET (Central European Time) es uno de los nombres del huso horario que está una hora por delante del tiempo universal coordinado (UTC). Se utiliza en la mayoría de los países europeos y en los del norte de África.
Su compensación de tiempo es UTC+1 durante horario estándar y UTC+2 durante el horario de verano (Central European Summer Time, CEST, horario para aprovechar la luz solar).
La hora central europea u hora de Europa Central, también es conocida por otros nombres, como hora europea media (Middle European Time). En el pasado se conocía como hora de Berlín.

## Historia y reglamentación
Esta medida se comenzó a adoptar después de la Segunda Guerra Mundial. Antes de la misma, Lituania utilizaba la CET entre los años 1920-40. España la adoptó por primera vez el 16 de marzo de 1940, aunque geográficamente se halla en el área correspondiente a la Hora de Europa Occidental. Durante la Segunda Guerra Mundial, la CET se utilizó en todos los territorios ocupados por Alemania. En Francia, Bélgica, Países Bajos y Luxemburgo la CET se impuso a partir de 1940. Después de la guerra, Andorra y Mónaco adoptaron la CET.
Irlanda y el Reino Unido adoptaron de forma experimental la CET entre los años 1968-1971; sin embargo, este experimento se mostró impopular y tuvo una duración breve, principalmente debido al incremento del número de accidentes en carretera (muchos de ellos eran niños de camino al colegio) en las oscuras mañanas de invierno. Portugal utilizó la CET entre los años 1966-1976 y 1992-96.

### Historia y reglamentación en España
La segunda vez que se rigió por ley en España llegó de la mano de la Directiva europea 2000/84/CE del Parlamento Europeo y del Consejo, publicado en el Diario Oficial Europeo el  19 de enero de 2001, que estableció que se seguirá aplicando el horario de verano establecido en la Octava Directiva 97/44/CE en vigor hasta ese momento. El Real Decreto 236/2002, de 1 de marzo, publicado en el Boletín Oficial del Estado del 2 de marzo de 2002 incorpora la Directiva 2000/84/CE al ordenamiento jurídico español y unifica los días en los que se producen los cambios de hora en todos los países de la Unión Europea, realizándose el último domingo de marzo y octubre, respectivamente. Siendo así que el último domingo de marzo, a las 2 de la madrugada en la España peninsular, Baleares, Ceuta y Melilla, se adelantará el reloj a las 3; mientras que a la 1 de la madrugada en Canarias se cambiará a las 2. Complementariamente, el último domingo de octubre a las 3 de la madrugada, en la España peninsular, Baleares, Ceuta y Melilla, se retrasará el reloj a las 2; y las 2 de la madrugada en Canarias se cambiará a la 1.

## Países que la utilizan

### Países europeos
Los siguientes países utilizan la hora central europea solo durante el invierno, desde las 1:00 (UTC) del último domingo del mes de octubre hasta las 1:00 (UTC) del último domingo del mes de marzo. El resto del año utilizan la hora central europea de verano (CEST, Central European Summer Time), que es UTC+2.
- Albania, desde 1914.
- Alemania, desde 1893.
- Andorra, desde 1946.
- Austria, desde 1893.

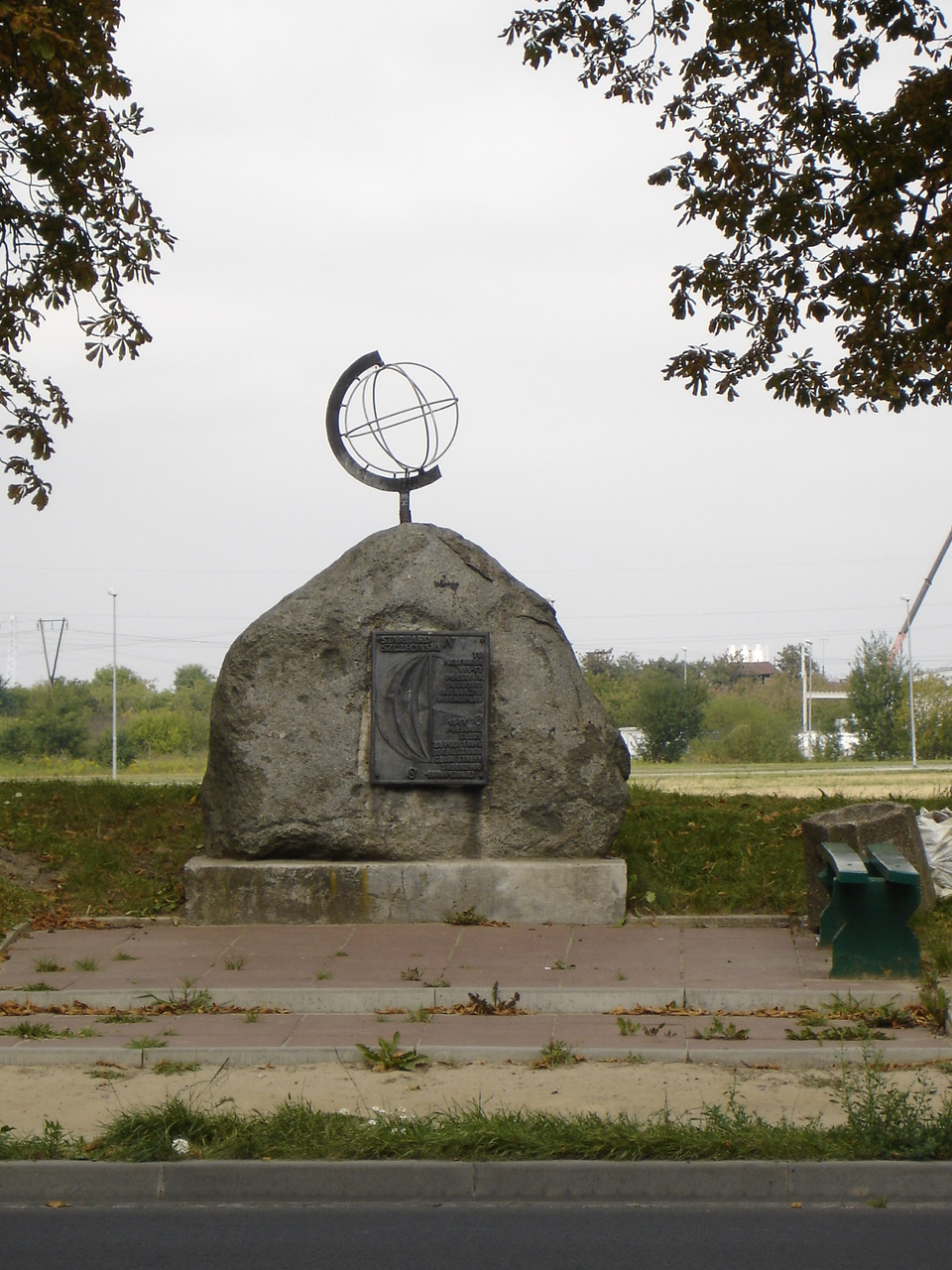
Monumento "15. Meridiano", Stargard, Polonia.

- Bélgica, entre los años 1914-19 y desde 1940.
- Bosnia y Herzegovina, desde 1884.
- Croacia, desde 1884.
- Dinamarca, desde 1894.
- Eslovaquia, desde 1890.
- Eslovenia, desde 1884.
- España, desde 1940 (excepto en Canarias).
- Francia (metropolitana, desde 1940, excepto entre 1944-45).
- Hungría, desde 1890.
- Italia, desde 1893.
- Liechtenstein, desde 1894.
- Luxemburgo, entre los años 1904-1918 y desde 1940.
- Macedonia del Norte, desde 1884.
- Malta, desde 1893.
- Mónaco, desde 1945.
- Montenegro, desde 1884.
- Noruega, desde 1895.
- Países Bajos, desde 1940.
- Polonia, entre los años 1915-18 y desde 1922.
- República Checa, desde 1891.
- Serbia, desde 1884.
- Suecia, desde 1900.
- Suiza, desde 1894.

### Países africanos
Estos países utilizan UTC+1 durante todo el año:
- Angola.
- Argelia.
- Benín.
- Camerún.
- Chad.
- Gabón.
- Guinea Ecuatorial.
- Libia, desde el 10 de noviembre de 2012.
- Namibia.
- Níger.
- Nigeria.
- República Centroafricana.
- República Democrática del Congo (parte occidental).
- República del Congo.